# Phil Housley
Phillip Francis „Phil” Housley (ur. 9 marca 1964 w St. Paul w stanie Minnesota, USA) – amerykański zawodowy hokeista. W latach 1982–2003 występował w lidze NHL na pozycji obrońcy. Wybrany z numerem 6 w pierwszej rundzie draftu NHL w 1982 roku przez Buffalo Sabres. Grał w drużynach: Buffalo Sabres, Winnipeg Jets, St. Louis Blues, Calgary Flames, New Jersey Devils, Washington Capitals, Chicago Blackhawks oraz Toronto Maple Leafs.
Statystyki NHL
- W sezonach zasadniczych NHL rozegrał łącznie 1495 spotkań, w których strzelił 338 bramek oraz zaliczył 894 asysty. W klasyfikacji kanadyjskiej zdobył więc łącznie 1232 punkty. 822 minuty spędził na ławce kar.
- W play-offach NHL brał udział 13-krotnie. Rozegrał w nich łącznie 85 spotkań, w których strzelił 13 bramek oraz zaliczył 43

asysty, co w klasyfikacji kanadyjskiej daje razem – 56 punktów. 36 minut spędził na ławce kar.
Wyróżnienia
- Lester Patrick Trophy: 2008
- Hockey Hall of Fame: 2015[2]